# Condado de Burlington
O Condado de Burlington (em inglês:  Burlington County) é um dos 21 condados do estado americano de Nova Jérsei. A sede do condado é Mount Holly, e sua maior cidade é Burlington. Foi fundado em 17 de maio de 1694.
O condado possui uma área de 2 123 km², dos quais 55 km² estão cobertos por água, uma população de 461 860 habitantes, e uma densidade populacional de 223 hab/km² (segundo o censo nacional de 2020).

## Cidades do Condado de Burlington
Beverly, Birmingham, Bordentown, Browns Mills, Burlington, Burlington City, Burlington Township, Chatsworth, Cinnaminson, Columbus, Cookstown, Crosswicks, Delanco, Delran, Eastampton, Eastampton, Edgewater Park, Evesham, Florence, Fort Dix, Hainesport, Hainesport Township, Jobstown, Juliustown, Lumberton, Maple Shade, Marlton, Mc Guire Air Force Base, Medford, Medford Lakes, Moorestown, Mount Holly, Mount Laurel, New Gretna, New Lisbon, Palmyra, Pemberton, Rancocas, Riverside, Riverton, Roebling, Shamong, Southampton, Tabernacle, Vincentown, Westampton, Willingboro, Wrightstown